# 卡布尼

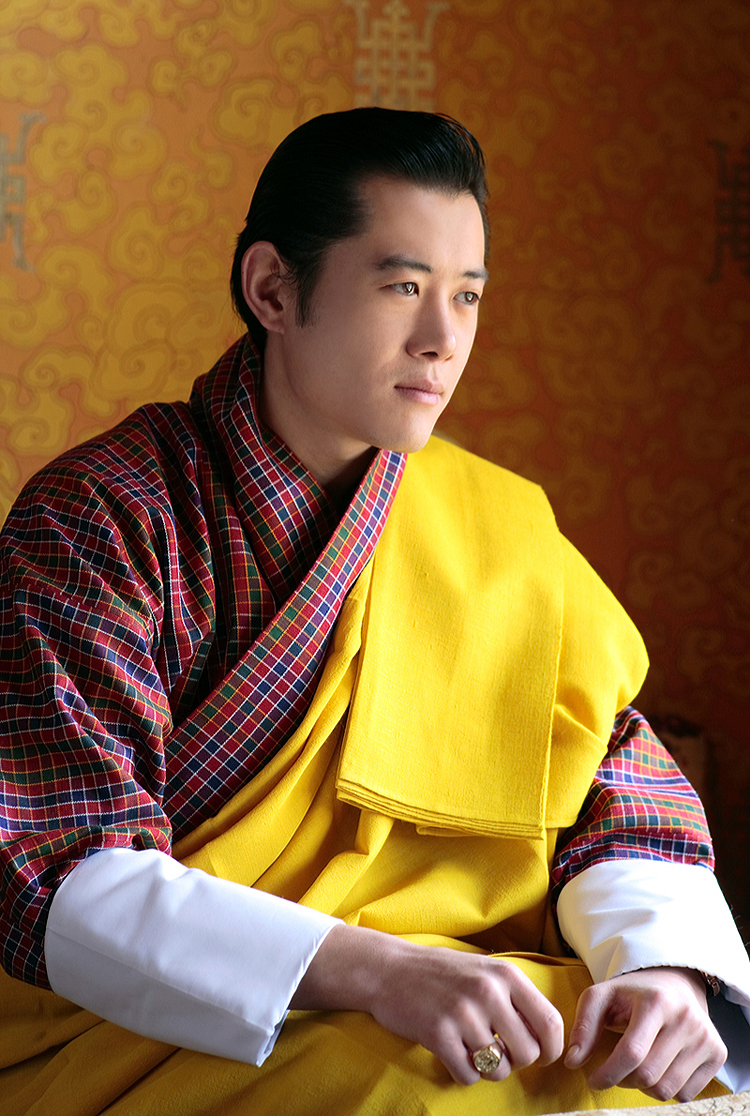
不丹国王吉格梅·凯萨尔·纳姆耶尔·旺楚克穿著藏红色的卡布尼 。

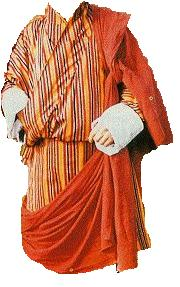
幗与橙色卡布尼。

卡布尼（ 宗卡語 ：བཀབ་ནེ་； 威利轉寫 ： bkab-ne ）是一条披巾，是不丹传统男性服装 ｢幗」的一部分。 卡布尼為丝質製，一般是 90 公分 × 300 公分。 卡布尼穿在传统服飾幗外面，从左肩延伸到右臀部，在特殊场合或参观宗时佩戴。卡布尼也被称为 ｢布拉 (Bura 」 ，意思是野丝。
不丹鼓励使用幗和卡布尼，並作为不丹官方礼仪和着装規範德里南扎的一部分。 幗是学生和政府官员的衣著。  而女性的传统服饰称为 ｢ 旗拉」，披巾同樣也是穿在传统服装旗拉外。  
披巾的颜色會因佩戴者的地位而不同：    
- 國王和基堪布：藏红色。
- 部长和其他政府成员：橙色。 [2]
- 王室男性成员和高级官员：红领巾。 [2]红领巾也可以授予不丹平民，是不丹平民可以获得的最高荣誉之一，由王室直接颁发，表彰个人对国家的貢獻。 [7]
- 法官：绿色。
- 国会议员：蓝色。 [8]
- 格窩的領導人：带有红色条纹的白色披巾。 [9]
- 平民：白色。 [10]

之前披巾還有包括：
- 国民议会议员的白色蓝色条纹披巾。
- 皇家顾问委员会 (已解散）成员的蓝色围巾。 [2]